# غليانة
غليانة هي مدينة تقع في مقاطعة إشبيلية بإسبانيا. وفقًا لتعداد 2005 INE يبلغ عدد سكان المدينة 9035 نسمة.

## الطبيعة
بها حديقة حيوان بها من بين حيوانات أخرى أسد أبيض 

## روابط خارجية
- غليانة